# Restio miser
Restio miser är en gräsväxtart som beskrevs av Carl Sigismund Kunth. Restio miser ingår i släktet Restio och familjen Restionaceae. Inga underarter finns listade i Catalogue of Life.